# Stichillus deceptor
Stichillus deceptor är en tvåvingeart som beskrevs av Rudolf Beyer 1966. Stichillus deceptor ingår i släktet Stichillus och familjen puckelflugor.
Artens utbredningsområde är Bismarckarkipelagen. Inga underarter finns listade i Catalogue of Life.